# Myeloproliferative Neoplasie
Unter dem Begriff der Myeloproliferativen Neoplasie (MPN, von altgriechisch µυελός myelos, deutsch ‚Mark‘, gemeint ist das Knochenmark, nicht das Rückenmark, Proliferation von lateinisch proles ‚Nachwuchs‘, gemeint ist Zellwachstum und -vermehrung sowie Neoplasie für ‚Neubildung‘) werden eine Reihe von malignen chronischen Bluterkrankungen der myeloischen Reihe zusammengefasst. Der Begriff stammt aus der Klassifikation der Weltgesundheitsorganisation (WHO) aus dem Jahr 2008 und hat seitdem einen genau definierten Bedeutungsinhalt. Im Jahr 2016 wurden die Diagnosekriterien durch die WHO aktualisiert.

## Historisches
Im Jahr 1951 schlug der amerikanische Hämatologe William Dameshek vor, eine Gruppe von bösartigen Bluterkrankungen aufgrund verschiedener klinischer Gemeinsamkeiten unter dem Oberbegriff Myeloproliferative Syndrome (MPS) zusammenzufassen. Dameshek ordnete die folgenden fünf Erkrankungen unter diesem Begriff ein:
- Polycythaemia vera (rubra) (PV)
- Essentielle Thrombozythämie (ET)
- Osteomyelofibrose/Osteomyelosklerose (OMF oder OMS)
- Chronische myeloische Leukämie (CML)
- das akute Di Guglielmo-Syndrom (Erythrämie)

Später wurden allerdings nur noch die ersten vier Erkrankungen unter diesem Begriff zusammengefasst. Das Di Guglielmo-Syndrom (der Begriff ist heute nicht mehr in Gebrauch) wurde dagegen den akuten myeloischen Leukämien (AML) zugeordnet (AML FAB M6).
Allen vier Erkrankungen ist gemeinsam, dass sie auf einer bösartigen Entartung von blutbildenden Zellen der myeloischen Reihe beruhen, die zu einer verstärkten Proliferation (einem verstärkten Wachstum) der betreffenden Zellreihe führen. Beispielsweise kommt es bei der Polycythaemia vera zu einer verstärkten und unkontrollierten Neubildung von roten Blutzellen, bei der essentiellen Thrombozythämie kommt es zur verstärkten Bildung von Thrombozyten, wodurch in beiden Fällen Krankheitssymptome resultieren. Typisch ist außer den Blutveränderungen häufig eine Splenomegalie (Vergrößerung der Milz) und häufig auch eine Hepatomegalie (Vergrößerung der Leber). Alle vier Erkrankungen tragen das Risiko eines Übergehens in eine akute myeloische Leukämie (bzw. „Blastenkrise“) in sich, allerdings mit deutlich unterschiedlicher Wahrscheinlichkeit. Bei der Osteomyelofibrose liegt außerdem ein ausgeprägter bindegewebiger Umbau (Fibrose) des Knochenmarks vor.
Im Laufe der Jahrzehnte ließen sich die oben genannten Erkrankungen immer besser klinisch diagnostizieren und von anderen Erkrankungen abgrenzen, so dass schließlich nicht mehr von Myeloproliferativen Syndromen (= Symptomkomplexen), sondern von (chronischen) Myeloproliferativen Erkrankungen (CMPE/MPE oder CMPD/MPD, myeloproliferative disease) gesprochen wurde. Weitere Erkrankungen wurden unter diesen Oberbegriff aufgenommen (siehe die Auflistung unten). Seit der Veröffentlichung der Klassifikation der hämatologischen Erkrankungen der Weltgesundheitsorganisation (WHO) aus dem Jahr 2008 ist der Begriff Myeloproliferative Neoplasie (MPN) in offiziellem Gebrauch. Der Begriff Syndrom sollte in diesem Zusammenhang nicht mehr gebraucht werden, da er veraltet ist.

## Die Gruppe der Myeloproliferativen Neoplasien
Zu den MPN im Sinne der WHO-Klassifikation 2016 zählen:
- Chronische myeloische Leukämie (CML), BCR-ABL-positiv
- Polycythaemia vera (PV)
- Essentielle Thrombozythämie (ET)
- Primäre Myelofibrose (Osteomyelofibrose/-sklerose) (PMF, OMF, OMS)
  - PMF im präfibrotischen frühen Stadium
  - PMF im postfibrotischen Stadium
- Chronische Neutrophilenleukämie (CNL)
- Chronische Eosinophilenleukämie (CEL), nicht anderweitig spezifiziert (NOS = not otherwise specified)[Anm. 1]
- Hypereosinophiles Syndrom (HES)
- unklassifizierbare Myeloproliferative Neoplasien

Anmerkungen
1. ↑  der Zusatz „NOS“ nimmt Bezug darauf, dass es auch andere Eosinophilenerkrankungen mit spezifischen genetischen Veränderungen gibt (PDGFRA, PDGFRB, FGFR1, PCM1-JAK2, siehe untenstehende Tabelle), diese sind hier ausgeschlossen

Die wesentlichen Änderungen im Vergleich zur WHO-Klassifikation 2008 sind die Unterscheidung eines frühen, „präfibrotischen“ Stadiums von einem späten, „postfibrotischen“ Stadium mit Knochenmarkfibrose bei der Primären Myelofibrose, sowie die Herausnahme der Mastozytose aus der Gruppe der MPN. Die Mastozytose bildet künftig eine eigene Entität.

## Abgrenzung zu anderen myeloischen Erkrankungen
Die Abgrenzung der MPN zur akuten myeloischen Leukämie (AML) ist einigermaßen willkürlich (arbiträr): ab einem Blastenanteil von 20 % im Knochenmark liegt definitionsgemäß eine AML vor. Die Abgrenzung zu den Myelodysplastischen Syndromen (MDS) ist manchmal schwierig und es gibt fließende Übergänge. Grundkennzeichen der MDS ist die Ausreifungsstörung der Blutbildung im Knochenmark, die zu einer Zytopenie (Anämie, Thrombopenie, Leukopenie) im peripheren Blut führt. Bei den Myeloproliferationen steht dagegen die Proliferation mindestens einer Zellreihe (Myelopoese, Erythropoese, Thrombopoese) auch im peripheren Blut im Vordergrund.

## Typische genetische Veränderungen bei Myeloproliferativen Erkrankungen
Häufig sind die MPN durch aktivierende Mutationen in Tyrosinkinase-Genen (ABL, JAK2, FGFR1) charakterisiert und können dann zum Teil mit spezifischen Tyrosinkinaseinhibitoren behandelt werden.
| Erkrankung | Gen-Alterationen                                                                   |
| ---------- | ---------------------------------------------------------------------------------- |
| CML        | BCR-ABL, sehr selten BCR-JAK2, BCR-FGFR1                                           |
| PV         | JAK2 V617F, oder (selten) JAK2-Exon 12-Mutationen                                  |
| ET         | JAK2 V617F, Calreticulin (CALR) Exon 9-Mutationen, MPL-Mutationen, seltener andere |
| PMF        | JAK2 V617F, Calreticulin Exon 9-Mutationen, MPL-Mutationen, seltener andere        |
| CNL        | CSF3R-Mutationen                                                                   |
| CEL        | heterogen, nicht genau bekannt                                                     |
| MPN, NOS   | heterogen, nicht genau bekannt                                                     |

Bemerkungen
1. 1 2 3 4  mehrere Dutzend andere Gene wurden bei MPN (aber auch bei anderen myeloischen Neoplasien) mutiert gefunden. Dazu zählen z. B. ASXL1, TET2, SRSF2, SF3B1, RUNX1, …

## Die WHO-Klassifikation von 2001, 2008 und 2016 im Vergleich
Die folgende Tabelle stellt die Klassifikation der chronischen myeloischen Erkrankungen in den WHO-Klassifikationen aus den Jahren 2001, 2008 und 2016 gegenüber.
| WHO-Klassifikation 2001 | WHO-Klassifikation 2008 | WHO-Klassifikation 2016 |
| --- | --- | --- |
| - Chronische myeloproliferative Erkrankungen (CMPD) - Myelodysplastische Syndrome (MDS) - MDS/MPN, d. h. Erkrankungen mit sowohl myeloproliferativen als auch myelodysplastischen Merkmalen - Mastzell-Erkrankungen | - Myeloproliferative Neoplasien (MPN) - Myelodysplastische Syndrome (MDS) - MDS/MPN-Mischformen - Myeloische Neoplasien mit Eosinophilie und genetischen Abnormalitäten, die die Gene PDGFRA, PDGFRB, oder FGFR1 betreffen | - Myeloproliferative Neoplasien (MPN) - Mastozytose - Myelodysplastische Syndrome (MDS) - MDS/MPN-Mischformen - Myeloische Neoplasien mit Eosinophilie und genetischen Abnormalitäten, die die Gene PDGFRA, PDGFRB oder FGFR1 betreffen, oder die das Fusionsgen PCM1-JAK2 aufweisen - Myeloische Neoplasien mit prädisponierenden Keimbahn-Genalterationen |

Erläuterungen
1. 1 2  PDGFRA: platelet-derived growth factor receptor alpha, Rezeptor alpha für Wachstumsfaktor aus Thrombozyten
2. 1 2  PDGFRB: platelet-derived growth factor receptor beta, Rezeptor beta für Wachstumsfaktor aus Thrombozyten
3. 1 2  FGFR1: fibroblast growth factor receptor 1, Rezeptor 1 für Fibroblasten-Wachstumsfaktor

Bei der Neuformulierung der WHO-Klassifikation von 2008 wurde bewusst nicht der alte Name myeloproliferative Syndrome oder myeloproliferative Erkrankungen gewählt. Einerseits geschah dies, um keine Verwechslungen mit den alten Bedeutungen dieser Begriffe aufkommen zu lassen, andererseits sollte klarer werden, dass es sich bei den so benannten Erkrankungen nicht um "Syndrome" (Symptomkomplexe) im engeren Sinne, sondern um relativ gut definierte maligne Erkrankungen (Neoplasien) handelt.
Manchmal werden alle Erkrankungen, die keine CML sind, unter dem Begriff „Philadelphia-Chromosom-negative MPN“ zusammengefasst.